# 遙控模型

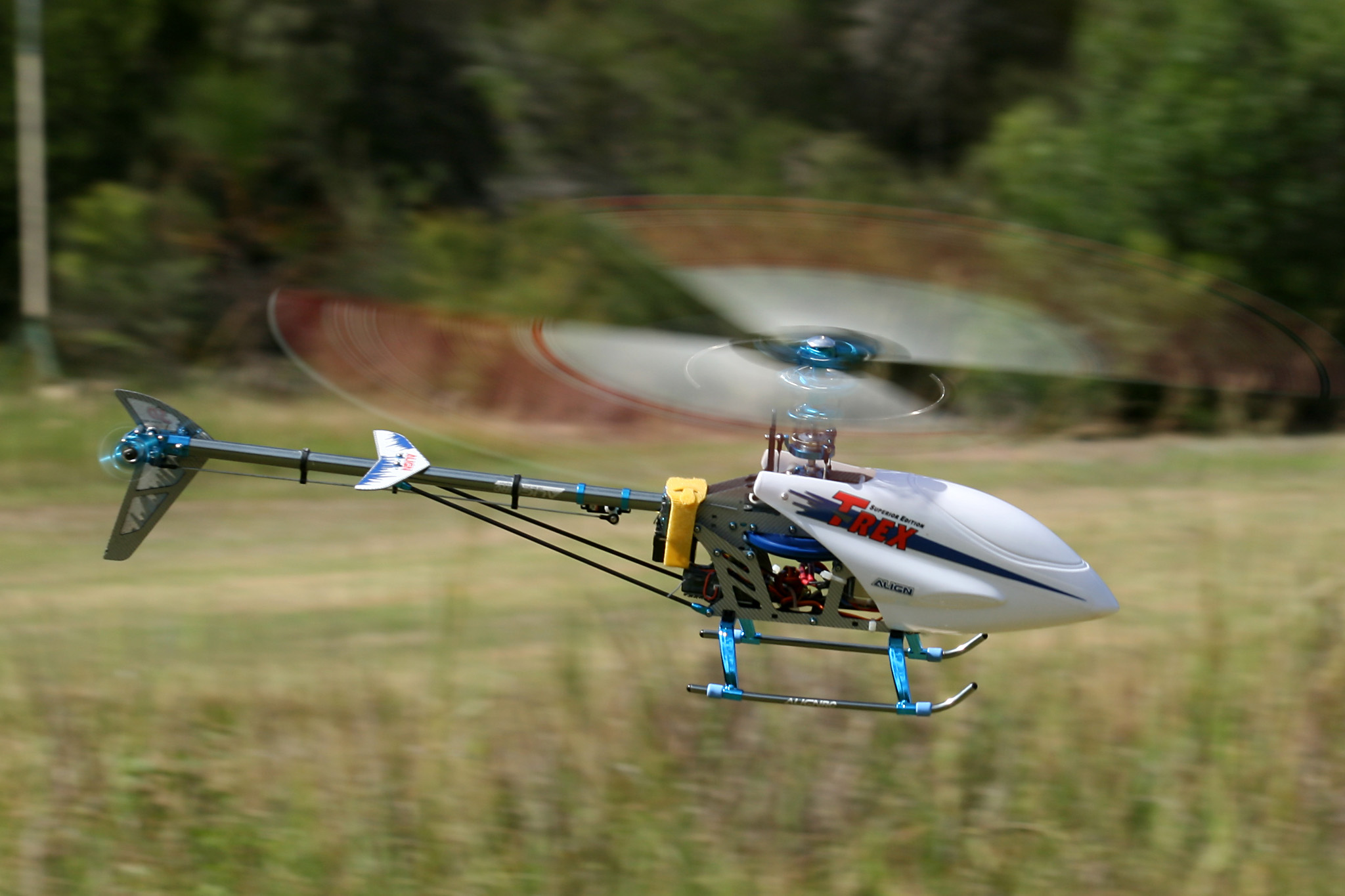
遙控直升機

遙控模型是一種比例模型，主要分為遙控器及模型兩部份。
操控者主要透過遙控發出電磁波（有時為紅外線，但相當少見），操控模型行駛或飛行。主要的遙控模型包括遙控車、遙控船、遙控飛機及遙控直升機；至於較不常見的，有遙控潛艇、遙控機械人、遙控電單車及遙控坦克等。

## 歷史
遙控模型的歷史可以追溯到19世紀末，由美國電機工程學和机械工程師尼古拉·特斯拉(Nikola Tesla)於1898年在麦迪逊广场花园（1890时期）的一次电气展览中向公众展示一艘使用基于相干器的无线电控制的船——称之为“telautomaton”，是一種可以通過無線電波進行遙控操作的遙控模型雛形。

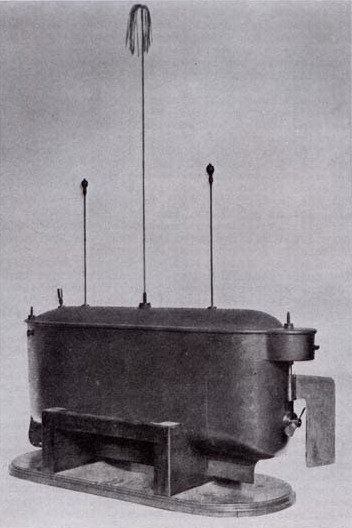
1898年，特斯拉展示一种无线电控制的船只，他希望将其作为制导鱼雷出售给全世界的海军

## 玩具等級產品
部份遙控模型是兒童玩具，作休閒、康樂或娛樂用途，操作不會複雜。玩具等級的商品，通常就沒有「可維修」和「可改裝」這兩種條件，所組成的可互換零件屬於「一次性用品」，不能替換。

## 專業級別產品
專業級別遙控模型是「可改裝」及「可維修」。如任何型態的載人交通工具隨著駕駛導致零組件消耗，消耗的零件更換掉，以保持交通工具該有的流暢與正常。各類專業級別遙控模型的組裝、維修、保養、製作（自製）、操控都是要求一定水平的機械工程或電子工程基礎技術知識。專業級別的遙控模型被認為是「愛好」(Hobby)，與買回來就能玩的兒童「玩具」(Toys)有著根本的區別。

## 相關
- 遙控車
- 遙控船
- 遙控飛機、四轴飞行器及遙控直升機
- 遙控機械人
- 高空攝影、無人機表演
- 安全守則
- 能源：油渣、酒精、電油、電池（置於電池箱）。